# 揭秘计划
揭秘计划（英語：The Disclosure Project），也译为揭秘工程，是一个位于美国华盛顿哥伦比亚特区的非营利组织。它是外星智慧生命研究中心旗下的一个项目，由史蒂芬·格里爾于1993年发起，该组织致力于向公众披露政府对UFO、外星人、先进能源与推进系统所了解的真相。该工程旨在分享与不明飞行物有关的内幕消息，赦免那些愿意违反安全誓言的政府吹哨人。

## 相关影片
2017年5月23日，欧查德（Orchard）发行了以揭秘计划创始人格里尔的研究为主题的纪录片《未曾确认》。31日，《好莱坞报道》称，该影片号称揭秘计划披露了重大星际秘密，格里尔称，时任美国国务卿希拉里·克林顿和当时其他政府高级官员全都知道外星人的造访千真万确。